# یابوونگ-اوشنگسکیه
یابوونگ-اوشنگسکیه (به لاتین: Jabłoń-Uszyńskie) یک روستا در لهستان است که در گمینا وسوکیه مازوویتسکیه واقع شده‌است.